# Pont-Sainte-Marie
Pont-Sainte-Marie és un municipi francès situat al departament de l'Aube i a la regió del Gran Est. L'any 2007 tenia 4.795 habitants.

## Demografia

### Població
El 2007 la població de fet de Pont-Sainte-Marie era de 4.795 persones. Hi havia 1.804 famílies de les quals 483 eren unipersonals (162 homes vivint sols i 321 dones vivint soles), 610 parelles sense fills, 540 parelles amb fills i 171 famílies monoparentals amb fills.
La població ha evolucionat segons el següent gràfic:
Habitants censats

### Habitatges
El 2007 hi havia 1.920 habitatges, 1.826 eren l'habitatge principal de la família, 9 eren segones residències i 85 estaven desocupats. 1.257 eren cases i 657 eren apartaments. Dels 1.826 habitatges principals, 1.045 estaven ocupats pels seus propietaris, 756 estaven llogats i ocupats pels llogaters i 24 estaven cedits a títol gratuït; 36 tenien una cambra, 126 en tenien dues, 362 en tenien tres, 563 en tenien quatre i 739 en tenien cinc o més. 1.178 habitatges disposaven pel capbaix d'una plaça de pàrquing. A 919 habitatges hi havia un automòbil i a 648 n'hi havia dos o més.

### Piràmide de població
La piràmide de població per edats i sexe el 2009 era:
| Homes | Edats   | Dones |
| ----- | ------- | ----- |
| 4     | 95 o +  | 24    |
| 8     | 90 a 94 | 52    |
| 24    | 85 a 89 | 68    |
| 28    | 80 a 84 | 48    |
| 108   | 75 a 79 | 96    |
| 108   | 70 a 74 | 156   |
| 80    | 65 a 69 | 136   |
| 88    | 60 a 64 | 100   |
| 132   | 55 a 59 | 120   |
| 136   | 50 a 54 | 168   |
| 176   | 45 a 49 | 188   |
| 148   | 40 a 44 | 196   |
| 168   | 35 a 39 | 164   |
| 116   | 30 a 34 | 116   |
| 152   | 25 a 29 | 152   |
| 164   | 20 a 24 | 148   |
| 228   | 15 a 19 | 204   |
| 168   | 10 a 14 | 169   |
| 184   | 5 a 9   | 168   |
| 148   | 0 a 4   | 96    |

## Economia
El 2007 la població en edat de treballar era de 2.892 persones, 2.003 eren actives i 889 eren inactives. De les 2.003 persones actives 1.679 estaven ocupades (903 homes i 776 dones) i 324 estaven aturades (148 homes i 176 dones). De les 889 persones inactives 270 estaven jubilades, 303 estaven estudiant i 316 estaven classificades com a «altres inactius».

### Ingressos
El 2009 a Pont-Sainte-Marie hi havia 1.814 unitats fiscals que integraven 4.595 persones, la mediana anual d'ingressos fiscals per persona era de 16.175 €.

### Activitats econòmiques
Dels 387 establiments que hi havia el 2007, 1 era d'una empresa extractiva, 8 d'empreses alimentàries, 3 d'empreses de fabricació de material elèctric, 16 d'empreses de fabricació d'altres productes industrials, 30 d'empreses de construcció, 193 d'empreses de comerç i reparació d'automòbils, 12 d'empreses de transport, 23 d'empreses d'hostatgeria i restauració, 5 d'empreses d'informació i comunicació, 13 d'empreses financeres, 15 d'empreses immobiliàries, 27 d'empreses de serveis, 24 d'entitats de l'administració pública i 17 d'empreses classificades com a «altres activitats de serveis».
Dels 58 establiments de servei als particulars que hi havia el 2009, 1 era una oficina de correu, 3 oficines bancàries, 1 funerària, 7 tallers de reparació d'automòbils i de material agrícola, 6 paletes, 4 guixaires pintors, 2 fusteries, 3 lampisteries, 4 electricistes, 1 empresa de construcció, 4 perruqueries, 18 restaurants, 2 agències immobiliàries, 1 tintoreria i 1 saló de bellesa.
Dels 130 establiments comercials que hi havia el 2009, 1 era una gran superfície de material de bricolatge, 1 una botiga de més de 120 m², 2 fleques, 2 carnisseries, 1 una botiga de congelats, 1 una peixateria, 101 botigues de roba, 3 botigues d'equipament de la llar, 11 sabateries, 4 botigues de material esportiu, 1 una perfumeria i 2 floristeries.
L'any 2000 a Pont-Sainte-Marie hi havia 9 explotacions agrícoles que ocupaven un total de 228 hectàrees.

## Equipaments sanitaris i escolars
El 2009 hi havia 2 farmàcies i 1 ambulància.
El 2009 hi havia 1 escola maternal i 1 escola elemental. Pont-Sainte-Marie disposava d'un col·legi d'educació secundària amb 612 alumnes.

## Poblacions més properes
El següent diagrama mostra les poblacions més properes.